# Selección de fútbol de Aragón
La selección de fútbol de Aragón es el equipo representativo de la comunidad autónoma de Aragón, España. 
Su primer partido oficial lo disputó contra la selección de la Comunidad Valenciana en 1918. El primer partido internacional contra un equipo FIFA fue ochenta y ocho años después, contra la Selección de fútbol de Chile en 2006, derrotándola por 1 a 0.